# Acalolepta loriai
Acalolepta loriai är en skalbaggsart som först beskrevs av Stefan von Breuning 1950.  Acalolepta loriai ingår i släktet Acalolepta och familjen långhorningar. Inga underarter finns listade i Catalogue of Life.